# ノルウェーの森
「ノルウェーの森」（ノルウェーのもり、原題 : Norwegian Wood (This Bird Has Flown)）は、ビートルズの楽曲である。本作は1965年12月3日に発売された6作目のイギリス盤公式オリジナル・アルバム『ラバー・ソウル』のA面2曲目に収録された楽曲で、クレジットはレノン＝マッカートニーとなっているが、主にジョン・レノンによって書かれた楽曲で、一部ポール・マッカートニーによって書かれた。
リード・ボーカルおよびアコースティック・ギターはレノン、バッキング・ボーカルはマッカートニーが担当。本作ではリードギターを担当しているジョージ・ハリスンが演奏するシタールが特徴となっており、レコード化されたポップ・ミュージックで初めてシタールが使用された例とされている。
オーストラリアでは「ひとりぼっちのあいつ」との両A面シングルとして発売され、同国の音楽チャートで2週連続で第1位を獲得した。
『ローリング・ストーン』誌が発表した「ローリング・ストーンの選ぶオールタイム・グレイテスト・ソング500」（2010年版）では第83位にランクされている。

## 背景・構成
歌詞は、冒頭でほのめかされているように、レノンが当時の妻シンシアに気付かれないように、他の女性と関係を持っていたことを表している。レノン自身が相手の女性について明かしたことはないが、作家のフィリップ・ノーマンはレノンの親友でジャーナリストのモーリーン・クリーヴ、またはサニー・ドレインのどちらかであると推測している。タイトルについてマッカートニーは、ロンドンで当時流行していた安物の松材を使用した内装を皮肉ったものと説明している。
本作は、レノンが1965年1月に当時の妻シンシアとジョージ・マーティンと共にアルプス山脈のサンモリッツへ休暇で訪れた際に書きはじめられたもので、翌日に6/8拍子のアコースティック・ナンバーという形でアレンジが決定した。なお、1970年のインタビューでレノンはミドルエイトと最後の「So I lit a fire（だから私は火をつけた）」というフレーズが、マッカートニーによって書かれたものであることを明かした。マッカートニーの解説によれば、最後のフレーズは「風呂で寝ることになってしまった復讐をするために、その場所を燃やしてしまうことにした」とのこと。
1965年4月5日から6日にかけて、ビートルズ主演の映画『ヘルプ!4人はアイドル』におけるインドのレストランのシーンをトゥイッケナム・フィルム・スタジオで撮影している際に、ハリスンはインドのミュージシャンが演奏していたシタールに興味を持った。それをきっかけに本作でシタールが導入され、発売されたポップ・ミュージックで初めてシタールが使用された例となった。その後シタールに対する興味が増したハリスンは、シタール奏者のラヴィ・シャンカルに弟子入りしてインドの哲学とシタールを習得し、「ラヴ・ユー・トゥ」や「ウィズイン・ユー・ウィズアウト・ユー」などの楽曲を制作した。また、ビートルズ以降にもローリング・ストーンズ「黒くぬれ!」やポール・バターフィールド・ブルース・バンド「イースト・ウェスト」などの楽曲で、シタールが使われた。

## レコーディング
『ラバー・ソウル』のレコーディング・セッション初日にあたる1965年10月12日に、「ノルウェーの森」の初期バージョンがEMIレコーディング・スタジオでレコーディングされた。当時の仮タイトルは「This Bird Has Flown」で、リハーサルが行われた後に、2本の12弦アコースティック・ギター、ベース、シンバルという編成リズム・トラックが1テイクで録音された。このリズム・トラックに対してハリスンは、シタールのパートを加えた。この時のテイクでは、最終リリース版よりもドローンが強調されたアレンジとなっている。その後レノンのリード・ボーカルが録音されたが、バンドはアレンジに満足せず、このアレンジは破棄されることとなった。1996年に発売された『ザ・ビートルズ・アンソロジー2』には、破棄されたアレンジ（テイク2）が収録されている。
10月21日にキーをDメジャーからEメジャーに上げ、少々激しいアレンジでリメイクを開始した。しかし、アレンジに満足せず、キーはそのままに以前のアレンジが採用された。3テイクの頃にはタイトルが「Norwegian Wood」に変更されていた。
なお、本作のレコーディング・エンジニアであるノーマン・スミスは、シタール録音時にレベルのピークが読めないことから苦労したと語っている。

## タイトル
原題の"Norwegian Wood"が何を意味するか歌詞中に明確に描かれていないため、「ノルウェーの森」や「ノルウェー製の家具」などと訳されている。
大津栄一郎によれば、"wood"という単語は、"the wood"と定冠詞がつく場合以外の単数では森を意味しないという。「森」は語学的におかしく、「ノルウェイ材の部屋」のような訳の方が正しいのではないかとしている。ただし一方で、「ノルウェーの森」の方がタイトルとしてははるかに良いということも述べている。この説はアルバート・ゴールドマンによるレノンの伝記にも登場する。
また、村上春樹は、「ジョージ・ハリスンのマネージメントをしているオフィスに勤めているあるアメリカ人女性から『本人から聞いた話』」として、"Knowing she would"（オレは彼女がそうすると（俗的に言えば「ヤらせてくれる」と）知って（思って）いた）という言葉の語呂合わせとして、"Norwegian Wood"とした、という説を紹介している。
「ノルウェーの森」という邦題は、当時東芝音楽工業でビートルズ担当のディレクターだった高嶋弘之が付けた。高嶋は知っている単語で適当に歌詞を訳してから曲を聴き、自分で閃いたところでタイトルを付けていた。ハリスンが弾くシタールと、レノンの靄がかっているような物憂げな声に"wood"なので、なんの疑いもなく「ノルウェーの森」に決めたという。
なお、日本での発売当初の邦題は「ノーウェジアン・ウッド」で、以降の作品では「ノルウェーの森 (ノーウェジアン・ウッド)」や「ノーウェジアン・ウッド (ノルウェーの森)」と表記されている。

## リリースや文化的影響など
「ノルウェーの森」は、1965年12月3日に発売されたオリジナル・アルバム『ラバー・ソウル』の収録曲として発売された。本作はロックバンドがシタールをはじめとしたインド楽器を使用したレコーディングを行った初の例となった。イギリスやアメリカはシングル・カットされなかったが、オーストラリアでは「ひとりぼっちのあいつ」との両A面シングルとして発売され、同国の音楽チャートで2週連続で第1位を獲得した。また、本作は解散後に発売された 『ザ・ビートルズ1962年〜1966年』、『ラヴ・ソングス』、『ビートルズ バラード・ベスト20』、『リヴァプールより愛を込めて ザ・ビートルズ・ボックス』などのコンピレーション・アルバムにも収録された。
『ピッチフォーク』のスコット・プラゲンフーフは、「ガール」と共にレノンのソングライターとしての成熟度を示す楽曲の1つとして挙げている。
本作は一部の文献でラーガ・ロックの祖とされているほか、ワールドミュージックにおける重要な作品の1つとされている。東洋の音楽性を取り入れた本作の作曲について興味を持ったローリング・ストーンズのブライアン・ジョーンズは、1966年に発売された楽曲「黒くぬれ!」でシタールを演奏した。
2006年に『モジョ』誌が発表した「The 101 Greatest Beatles Songs」では第19位、2010年に『ローリング・ストーン』誌が発表した「The 500 Greatest Songs of All Time」では第83位にランクインした。

## クレジット
※出典
- ジョン・レノン - ダブルトラックのボーカル、アコースティック・ギター
- ポール・マッカートニー - ベース、ハーモニー・ボーカル
- ジョージ・ハリスン - 12弦アコースティック・ギター、ダブルトラックのシタール
- リンゴ・スター - タンバリン、バスドラム、マラカス、フィンガーシンバル

## カバー・バージョン
- セルジオ・メンデス&ブラジル'66 - 1969年に発売されたアルバム『Ye-Me-Le』に収録[42]。
- ジョニー・ハリス（英語版） - 1973年に発売されたアルバム『All to Bring You Morning』に収録[43]。
- 高中正義・松任谷由実 - 1988年に発売されたトリビュート・アルバム『抱きしめたい』に収録。
- ハービー・ハンコック - 1996年に発売されたアルバム『ザ・ニュー・スタンダード』に収録[44]。